# Nationaal park Helvetinjärvi
Nationaal park Helvetinjärvi (Fins: Helvetinjärven kansallispuisto/ Zweeds: Helvetinjärvi nationalpark) (Nederlands (letterlijk): Hellemeer) is een nationaal park in Pirkanmaa in Finland. Het park werd opgericht in 1982 en is 49, vierkante kilometer groot. Het landschap bestaat uit bossen, rotsen en kloven. De Helvetinkolu-kloof ligt aan de zuidoostelijke tip van het Helvetinjärvi-meer.